# Ferdinand von Martitz
Ferdinand von Martitz (* 27. April 1839 in Insterburg, Ostpreußen; † 28. Juli 1921 in Berlin-Charlottenburg) war ein deutscher Rechtsgelehrter.

## Herkunft
Seine Eltern waren der preußische Oberstleutnant Ferdinand von Martitz (1797–1858) und dessen Ehefrau Elisabeth von Rechenberg (1818–1880), diese war die Tochter des Ferdinand von Rechenberg und der Henriette Arnauld de la Perière. Der Generalmajor Johann Gabriel Arnauld de la Perière war sein Urgroßvater mütterlicherseits.

## Leben und Werk
Er studierte in Leipzig und Königsberg Rechtswissenschaften und wurde 1861 mit einer Dissertation über das Standesrecht des Sachsenspiegels promoviert. 1864 habilitierte er sich als Schüler von Wilhelm Albrecht mit einer Arbeit über das eheliche Güterrecht des Sachsenspiegels und der verwandten Rechtsquellen. Die erste Berufung auf einen Lehrstuhl führte ihn 1872 nach Freiburg im Breisgau, 1875 wechselte er nach Tübingen, 1898 schließlich nach Berlin.
In Tübingen hielt Martitz Lehrveranstaltungen über allgemeines und deutsches Staatsrecht, Völkerrecht und Polizeirecht. Seine Vorlesungen beinhalteten auch die Geschichte der politischen Theorien.
Martitz widmete sich seit 1868 völkerrechtlichen Themen und beschäftigte sich mit der Verfassung des Norddeutschen Bundes. Er wurde so zu einem der ersten Völkerrechtsspezialisten im Deutschen Reich. Durch seine Wirkung als Gutachter in Völkerrechtssachen für das Deutsche Reich und die Mitgliedschaft im Institut de Droit international (IDI) prägte er das zeitgenössische positive Völkerrecht mit.
Seine Arbeit zur Internationalen Rechtshilfe in Strafsachen erschien 1888 und 1897 in zwei Bänden und beeinflusst das europäische Auslieferungsrecht bis in die Gegenwart. Vom deutschen Bundesverfassungsgericht wurde Martitz z. B. im Urteil zum Europäischen Haftbefehl im Jahr 2004 und im Lissabon-Urteil aus dem Jahre 2009 zitiert. Martitz war Nachfolger von Rudolf von Gneist als Mitglied des Ersten Senats des Kgl. Preußischen Oberverwaltungsgerichts in Berlin.
Ferdinand von Martitz starb 1921 im Alter von 82 Jahren in Charlottenburg. Beigesetzt wurde er auf dem dortigen Kaiser-Wilhelm-Gedächtnis-Friedhof (heutiger Ortsteil Berlin-Westend). Das Grab ist nicht erhalten.

## Familie
Er heiratete im Jahr 1866 in Groß-Ratshof Erminia Tortilovitz von Batocki (1841–1904), eine Tochter des Wilhelm Tortilovitz von Batocki (1779–1862), auf Rathshof, und der Ottilie von Talatzko. Das Paar hatte vier Töchter, darunter:
- Erminia ⚭ Ernst Anton Wülfing (1860–1930), Professor der Mineralogie in Heidelberg.

Sie wurden die Großeltern väterlicherseits des Altphilologen Peter Wülfing von Martitz (1930–2004).
Nach dem Tod seiner ersten Frau heiratete er im Jahr 1908 auf Woopen Olga von Gottberg (1869–1958), eine Tochter des Mitglieds des Herrenhauses Otto von Gottberg (1831–1913), auf Groß-Klitten und der Olga Tortilovitz von Batocki.

## Werke
- Das eheliche Güterrecht des Sachsenspiegels und der verwandten Rechtsquellen : mit einer Einleitung über die Quellen des sächsischen Rechts, Digitalisat
- Betrachtungen über die Verfassung des Norddeutschen Bundes. Hässel, Leipzig 1868.
- Die historischen Grundlagen des öffentlichen Rechtszustandes in Deutschland als Einleitung in das deutsche Staatsrecht. Hueber, Leutkirch 1883.
- Internationale Rechtshilfe in Strafsachen. Beiträge zur Theorie des positiven Völkerrechts der Gegenwart. Zwei Teile. Hässel, Leipzig 1888/1897.

Festschrift
- Festschrift der Berliner Juristischen Fakultät für Ferdinand von Martitz zum fünfzigjährigen Doktorjubiläum am 24. Juli 1911. Liebmann, Berlin 1911.

## Nachweise
1. ↑  Helmut Marcon, Heinrich Strecker (Hrsg.): 200 Jahre Wirtschafts- und Staatswissenschaften an der Eberhard-Karls-Universität Tübingen. Leben und Werk der Professoren. Franz Steiner, Stuttgart 2004, Band 1, S. 56 f.(Vorschau bei Google Books)
2. ↑  Mark Friedrich: Ferdinand von Martitz (1839-1921): Rechtshistoriker, Staatsrechtler und Völkerrechtler zwischen dem Ende des Deutschen Bundes und dem Beginn der Weimarer Republik, Frankfurt am Main u. a. 2011.
3. ↑  BVerfGE 123, 267 Rn. 223.
4. ↑  Hans-Jürgen Mende: Lexikon Berliner Begräbnisstätten. Pharus-Plan, Berlin 2018, ISBN 978-3-86514-206-1, S. 477.

| Personendaten    | Personendaten             |
| ---------------- | ------------------------- |
| NAME             | Martitz, Ferdinand von    |
| ALTERNATIVNAMEN  | Martitz, Ferdinand        |
| KURZBESCHREIBUNG | deutscher Rechtsgelehrter |
| GEBURTSDATUM     | 27. April 1839            |
| GEBURTSORT       | Insterburg                |
| STERBEDATUM      | 28. Juli 1921             |
| STERBEORT        | Berlin-Charlottenburg     |